# Украинский народный танец
Украи́нский народный та́нец (укр. украї́нський наро́дний та́нець) — народный (фольклорный) танец украинцев.
Основные танцевальные жанры украинского народного танца: 
- хоровод, как один из древнейших видов народного танцевального искусства, исполнение которого связано с календарными обрядами;
- бытовой  танец, к которому относятся метелица, гопак, казачок, гуцулка, коломийка, кадриль, полька[1].

## Бытовые и сценические танцы
Народный бытовой танец — фольклорный танец, который появляется на определённой территории и имеет определенные традиционные для данной местности и нации: движения, ритмы, костюмы и т. п.
Народно-сценический танец, поставленный балетмейстером в профессиональном или самодеятельном коллективе для показа на сцене, может быть украинским по стилистике, но уже не является бытовым народным. Наиболее известный пример украинского танца на профессиональной сцене — гопак из балета «Тарас Бульба» в хореографии Ростислава Захарова. 
Бытовые и сценические народные танцы имеют как общие, так и отличительные черты. Бытовой танец — это стихийное проявление чувств, настроения, эмоций и выполняется в первую очередь для себя, а потом — для зрителя (товарищества, группы, общества). Бытовой танец — это в первую очередь историческое явление, первопричиной появления такого танца является обряд, обрядовые танцы — неотъемлемая часть любого ритуала. Сценический танец предназначен прежде всего для показа зрителю и может включать любые элементы других стилей, сценических приёмов, акробатики.
В украинском народном танце часто присутствует элемент соревнования: двух парней, парня с девушкой, или танцора с музыкантом. На сцене такое соревнование может быть сознательно поставлено хореографом, как элемент сюжета танца.

## История
Первые танцы возникли как способ общения между людьми, и между людьми и богами. Танцевальные движения развивались также и вследствие имитации движений животных, птиц, а позже — жестов, которые отражали определённые трудовые процессы (например, некоторые хороводы). Первоначальный танец, как и песня, выполнял магическую роль, поэтому среди календарно-обрядовых танцев сохранилось чуть ли не больше всего архаических черт.
Древнейшими следами танцевального искусства на Украине можно считать рисунки трипольской эпохи, где изображены фигуры людей, которые одну руку кладут на талию, а вторую заводят за голову. Такие движения встречаются в современных танцах. Изображения танцоров и музыкантов есть на фресках Софийского собора в Киеве XI века. По мнению некоторых исследователей, серебряные фигурки человечков с Мартыновского клада IV века передают одно из танцевальных движений: в полуприседе с широко расставленными ногами и возложенными на бедра руками. Изображения танцев находим и во многих миниатюрах из древних летописей. Письменные сообщения о древних танцах дают нам летописцы, которые называют их «скакание и топтание», «гульба и плясание», «хребтом вихляние», «плясание и плескание». Летописцы-христиане называют такие действия «бесовскими», или «языческими». Это даёт определённые основания считать, что первобытные танцы были тесно связаны с древним богослужением.

## Танцы как элемент обрядности
Об одном из остатков такого языческого обряда, который использовался в церковном богослужении на Волыни (1582), писал Ян Ласицький. Он сообщает о венчании, которое происходило около одиннадцати часов ночи. Молодых в церковь сопровождали свирельщики. После осуществления церковного обряда священнику подают чашу с медовым напитком, он отпивает её за здоровье молодых, затем передает молодожёнам, чтобы они допили священный напиток. Далее с головы невесты снимают зелёный венок и начинают его топтать — это означает прощание с девичеством. Тогда священник берёт молодых за руки и ведёт в танец, а все остальные, взявшись за руки, длинным рядом танцуют за ними. Этот своеобразный ритуал, завершается общими песнями и танцами с хлопками в ладоши. Как видно, к нам пришла запись удивительного сочетания христианского обряда с древним народоверским обычаем, который ещё помнили в XVI веке. Вероятно, в старые времена такую же роль выполняли служители языческих культов.
Ритуальные танцы до сих пор бытуют в некоторых регионах Украины. Например, гуцульские танцы «Кругляк» и «Освящение зерна». По своей символике они сходны. Танец «Освящение зерна» выполнялся на Рождество сильными, здоровыми мужчинами: на белой плахте лежит зерно, вокруг него, взявшись за руки, танцуют в направлении движения солнца ритуальный танец, который даёт зерну магическую силу плодовитости. Далее освящённое таким образом зерно высыпают в подол хозяйки. Символика танца передаёт представление о мужской оплодотворяющей силе и женской — рождающей. Весной это освящённое зерно, перемешав с другим посевным зерном, хозяин посеет на ниву. Танец «Кругляк» выполняется также женатыми мужчинами при освящении пасеки. Топорики кладут по кругу, в виде солнца, зерно освящают в шапках, потом высыпают хозяйке в запаску. Этот ритуальный танец должен способствовать здоровью пчёл, хорошему медосбору. Поётся песня, «чтобы пчёлы были веселые». Звучат пожелания: «Дай Бог, чтобы пасека была такая величественная, как праздники были величественные». Освящённым зерном хозяева будут весной посыпать ульи, когда впервые будут выпускать пчёл.

## Известные исследователи танца, классификации танцев
До сих пор этнографы не собрали и не описали на должном научном уровне все фольклорные танцы украинцев. Первые подробные описания танцев подали преимущественно литераторы в художественных произведениях: Григорий Квитка-Основьяненко, Иван Котляревский, Тарас Шевченко, Иван Франко, Иван Нечуй-Левицкий, Николай Гоголь, Марк Кропивницкий и другие. И хотя писатель не ставит своей целью научное исследование танца, однако описания танцевального искусства украинцев, сделанные довольно тщательно и с художественным мастерством, могут служить одновременно и ценным этнографическим материалом.
Среди исследователей украинского народного танца в XX веке можно назвать Василия Верховинца, Андрея Гуменюка, Андрея Нагачевского (Канада), Романа Герасимчука и других. Классификации украинских танцев, предложенные исследователями, до сих пор не могут считаться совершенными. Первую классификацию предложил Василий Верховинец, поделив все украинские танцы на массовые, парные и сольные. Музыковеды классифицируют их по характеру музыкального сопровождения: гопаки, казачки, польки, мазурки, кадрили и т. п. Между хореографами бытует классификация и по названиям танцев: «Рыбка», «Кузнец», Шевчики, «Горлица» и т. п. Андрей Гуменюк в книге «Украинские народные танцы» разделяет их на хороводы, сюжетные и бытовые.